# Henri-Julien Matthys

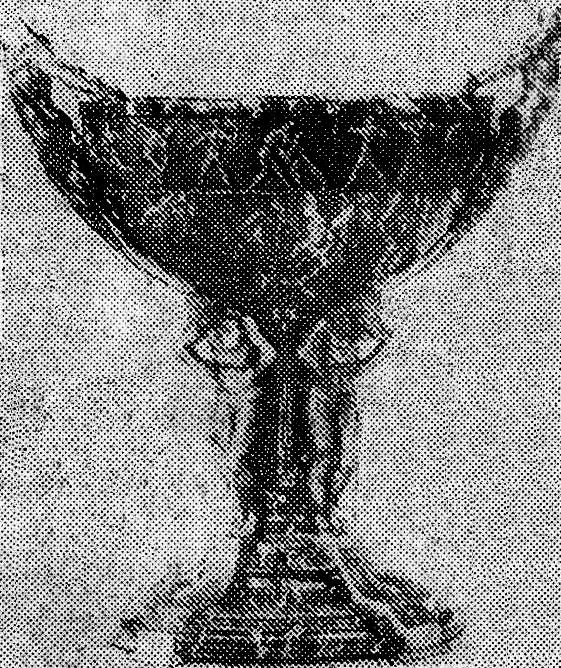
Coupe Georges Boillot

Henri-Julien Marie Matthys (* 27. September 1884 in Schaerbeek; † 30. August 1925 in Boulogne-sur-Mer) war ein belgischer Unternehmer und Autorennfahrer.

## Karriere als Rennfahrer
Henri-Julien Matthys war Industrieller und bestritt in den 1920er-Jahren als Herrenfahrer Autorennen mit Rennfahrzeugen der Marke Bignan. Jeweils zweimal startete er beim 24-Stunden-Rennen von Le Mans und dem 24-Stunden-Rennen von Spa-Francorchamps. Beide Le-Mans-Einsätze endeten nach technischen Defekten an den Fahrzeugen vorzeitig. In Spa gelang ihm 1925 mit dem vierten Gesamtrang seine beste Platzierung bei einem 24-Stunden-Rennen. 
1925 hatte er einen schweren Unfall bei der Coupe Georges Boillot, an dessen Folgen er 15 Tage danach starb. Matthys und sein Beifahrer Paul Vauthier fuhren einen 3-Liter-Bignan auf dem 37 Kilometer langen Rundkurs bei Boulogne-sur-Mer. Nach Augenzeugenberichten verlor Matthys im Streckenabschnitt le Point du Jour die Herrschaft über den Wagen, als er einem über die Strecke laufenden Zuschauer ausweichen wollte. Der Bignan kam von der Straße ab, überschlug sich und ging in Flammen auf. Während sein Beifahrer noch an der Unfallstelle starb, wurde Matthys in ein Krankenhaus gebracht, wo er zwei Wochen später seinen schweren Verletzungen erlag.

## Statistik

### Le-Mans-Ergebnisse
| Jahr | Team                                      | Fahrzeug       | Teamkollege    | Platzierung | Ausfallgrund |
| ---- | ----------------------------------------- | -------------- | -------------- | ----------- | ------------ |
| 1924 | Établissements Industriels Jacques Bignan | Bignan 3 Litre | Jacques Ledure | Ausfall     | Motorschaden |
| 1925 | Établissements Industriels Jacques Bignan | Bignan 2 Litre | Jean Martin    | Ausfall     | Defekt       |

### 24-St-Spa-Ergebnisse
| Jahr | Team               | Fahrzeug             | Teamkollege | Platzierung            | Ausfallgrund |
| ---- | ------------------ | -------------------- | ----------- | ---------------------- | ------------ |
| 1924 | Automobiles Bignan | Bignan 3 Litre       | Jean Martin | Ausfall                | Unfall       |
| 1925 | Automobiles Bignan | Bignan 2 Litre Sport | Jean Martin | Rang 4 und Klassensieg |              |